# World Trade Center Metro Manila
El World Trade Center Metro Manila (WTCMM) es un centro de exposiciones en Pásay, Gran Manila, Filipinas. La primera fase del lugar fue inaugurada por el entonces presidente Fidel V. Ramos, el 28 de octubre de 1996. El WTCMM es el primer centro de exposiciones de Filipinas que figura en la lista de la Unión de Ferias Internacionales (UFI) y es miembro del World Trade Centers Association.
World Trade Center Metro Manila es «el pionero en recintos feriales de clase mundial en el país». Se utiliza como Centro Internacional de Medios para APEC Filipinas 2015.